# Marco Osio
Marco Osio, né le 13 janvier 1966 à Ancône, est un footballeur italien évoluant au poste de milieu de terrain. Jouant un rôle offensif sur le terrain, il est la plupart du temps considéré comme attaquant sur les feuilles de matchs des diverses sources.

## Biographie
Sa carrière professionnelle a lieu de 1983 à l'an 2000 et il l'accomplit dans son pays natal, hormis en 1995-1996 où il évolue au Brésil dans le club du Palmeiras. Son club phare est le FC Parme dans lequel il évolue 6 ans et remporte notamment la Coupe d'Europe des vainqueurs de coupe 1992-1993.
De retour d'Amérique du Sud, Marco Osio effectue encore quelques années dans des clubs de 3e division puis il se reconvertit immédiatement au poste d'entraîneur à la fin de sa carrière de joueur. Il passe dans le monde du football amateur et dirige des équipes de 4e à la 6e division avec par exemple Nuorese en D4 (division professionnelle), Vallée d'Aoste et Ancône en D5 ou Crociati Noceto en D6. 

## Palmarès
| Compétitions internationales              | Compétitions nationales |
| - Coupe des Coupes (1) - Vainqueur : 1993 | - Championnat de São Paulo (1) - Champion : 1996 - Vice-champion : 1995 - Coupe d'Italie (1) - Vainqueur : 1992 - Supercoupe d'Italie - Finaliste : 1992 |